# Leucanopsis pulverulenta
Leucanopsis pulverulenta är en fjärilsart som beskrevs av Paul Dognin 1923. Leucanopsis pulverulenta ingår i släktet Leucanopsis och familjen björnspinnare. Inga underarter finns listade i Catalogue of Life.